# Eragrostis exasperata
Eragrostis exasperata là một loài thực vật có hoa trong họ Hòa thảo. Loài này được Peter mô tả khoa học đầu tiên năm 1930.